# Груди (Барановицький район)
Груди (біл. Груды) — село в Білорусі, у Барановицькому районі Берестейської області. Орган місцевого самоврядування — Ліснянська сільська рада.

## Населення
За переписом населення Білорусі 2009 року чисельність населення села становила 1 особа.